# Red herring
 Red herring  är ett engelskt uttryck för något som på svenska torde kunna benämnas villospår, emedan det är ett sätt att argumentera eller gestalta som avleder motståndare/åhörare/läsare från ett relevant eller viktigt ämne. Det är således antingen ett argumentationsfel eller ett litterärt grepp som leder publik och/eller opponent till en felaktig slutsats, avsiktligen eller omedvetet.